# پیتر ون وینکل
پیتر ون وینکل (به انگلیسی: Peter Van Winkle) سناتور سابق عضو حزب جمهوری‌خواه ایالات متحده آمریکا بود. وی در سال ۱۸۶۳ تا ۱۸۶۹ میلادی سناتور ایالت ویرجینیای غربی در سنای ایالات متحده آمریکا بود.